# Amiga 3000UX
Commodore Amiga 3000UX je računalo iz linije računala Amiga koje je prilikom isporuke imalo učitani operacijski sustav Amiga Unix, koji je bio potpuni "port" AT&T Unix System V Release 4 (SVR4), kao i operacijski sustav AmigaOS. Sustav je inače standardni Amiga A3000, koji ako se pritisne desna tipka na mišu pokrene Kickstart (Amigin BIOS).